# Montesquiou
Montesquiou là một xã thuộc tỉnh Gers trong vùng Occitanie miền nam nước Pháp.